# Májer Lajos
Májer Lajos (Sárbogárd, 1956. augusztus 24. – Székesfehérvár, 1998. március 11.) válogatott labdarúgó, csatár. A Videoton SC 1984-85-ös idényben UEFA-kupa döntős csapatának a jobbszélsője.

## Pályafutása

### Klubcsapatban
1972-ben, 16 évesen került a Sárbogárdi Volán csapatától a Videoton ifjúsági csapatához. Mint sok labdarúgót akkoriban, őt is Csiszár István csábította a Videotonhoz. 18 évesen, 1974-ben mutatkozott be az élvonalban és hamar meghatározó játékossá vált. 1976-ban már a válogatottban is bemutatkozott. Ebben az évben a Videoton addigi története legjobb eredményét érte el és második lett a bajnokságban a Ferencváros mögött.
1983-84-es és 1984-85-ös idényben harmadik lett a csapattal a bajnokságban. Az UEFA-kupa 1984-85-ös idényében a döntőig jutott csapat tagja volt. 8 mérkőzésen szerepelt és 3 gólt szerzett. Ősszel a Paris Saint-Germain-nek és a Partizan Belgrádnak rúgott egy-egy gólt. Tavasszal hat hetes sérülés miatti kihagyás után tért vissza és szerezte Madridban a győztes gólt a Real Madrid ellen.
„Mikor elrúgtam a labdát, már éreztem, hogy jól eltaláltam. Csak akkor hittem el, hogy valóban gól, amikor a teljes csapat a nyakamon csimpaszkodott. Olyan boldog voltam, hogy azt el sem tudom mondani. Gólt rúgni a Bernabeu stadionban! Azt hittem, ilyen csak a mesében van!”-mondta Májer Lajos.
1986-ban Tatabányára szerződött volna, de az MLSZ nem engedélyezte. Abban az időben portugál és francia csapatok is érdeklődtek utána, de az illetékes személyek érdektelensége miatt a szerződések nem jöhettek létre. Végül 1987-ben a Rába ETO-hoz szerződött. Nyolc forduló után visszaigazolták, mert a Videoton három ponttal kieső helyen állt a bajnokságban. Az idény végén végleg elhagyta a székesfehérvári klubot és 1990-ig osztrák és német alsóbb osztályú csapatoknál játszott. Ezt követően a Fejér megyei I. osztályban szereplő Velencetours SC együtteséhez szerződött és itt fejezte be az aktív labdarúgást.
1998-ban közúti baleset áldozata lett, február 28-án elgázolta egy gépkocsi. Március 11-én hajnalban a kórházban elhunyt.

### A válogatottban
1976 és 1979 között 3 alkalommal szerepelt a válogatottban.

## Sikerei, díjai
- Magyar bajnokság:
  - 2.: 1975–1976
  - 3.: 1983–1984, 1984–1985
- UEFA kupa
  - döntős: 1985

## Statisztika

### Mérkőzései a válogatottban
| Magyarország | Magyarország      | Magyarország               | Magyarország | Magyarország | Magyarország     | Magyarország | Magyarország | Magyarország |
| #            | Dátum             | Helyszín                   | Hazai        | Eredmény     | Vendég           | Kiírás       | Gólok        | Esemény      |
| ------------ | ----------------- | -------------------------- | ------------ | ------------ | ---------------- | ------------ | ------------ | ------------ |
| 1.           | 1976. április 17. | Banja Luka                 | Jugoszlávia  | 0 – 0        | Magyarország     | barátságos   | -            | 69'          |
| 2.           | 1976. április 30. | Lausanne, Olimpiai Stadion | Svájc        | 0 – 1        | Magyarország     | barátságos   | -            |              |
| 3.           | 1979. október 26. | Budapest, Népstadion       | Magyarország | 0 – 2        | Egyesült Államok | barátságos   | -            | 55'          |
|              | Összesen          |                            |              | 3            | mérkőzés         |              | 0            | gól          |

## Külső hivatkozások
- Csuhay gólja… – 2005. április 23.
- Húsz éve játszott UEFA-kupa-döntőt a Videoton Archiválva 2009. március 16-i dátummal a Wayback Machine-ben – 2005. május 7.